# Спартак (футбольный клуб, Ташкент)
«Спартак» (узб. «Спартак» Тошкент футбол клуби) — бывший советский и узбекистанский футбольный клуб из Ташкента.

## История
Основан в 1937 году на базе команды города Ташкента и расформирован в 1955 году. Являлся клубом-предшественником ташкентского «Пахтакора».
В частности, 12 игроков, выступавших за «Спартак» в классе «Б» в 1955 году, перешли в следующем сезоне в «Пахтакор».
Среди них — Олег Жмак, Кобил Мукимов, Идгай Тазетдинов, Акмаль Азизходжаев, Юрий Усков, а Михаил Арустамов, завершив карьеру игрока, стал тренером этой команды.
В 2008 году возрождённый «Спартак» стал победителем группы A финального этапа Второй лиги Узбекистана и 3 следующих сезона выступал в Первой лиге.

## Достижения
- Чемпион Узбекской ССР (4 раза): 1937, 1938, 1950, 1951.
- Первая лига СССР: 7-е место в зональном турнире класса «Б» (1953).
- Кубок СССР: 1/16 финала (1954).
- Вторая лига Узбекистана: 1-е место (2008).
- Первая лига Узбекистана: 6-е место (2009).